# Monastero di Neamț

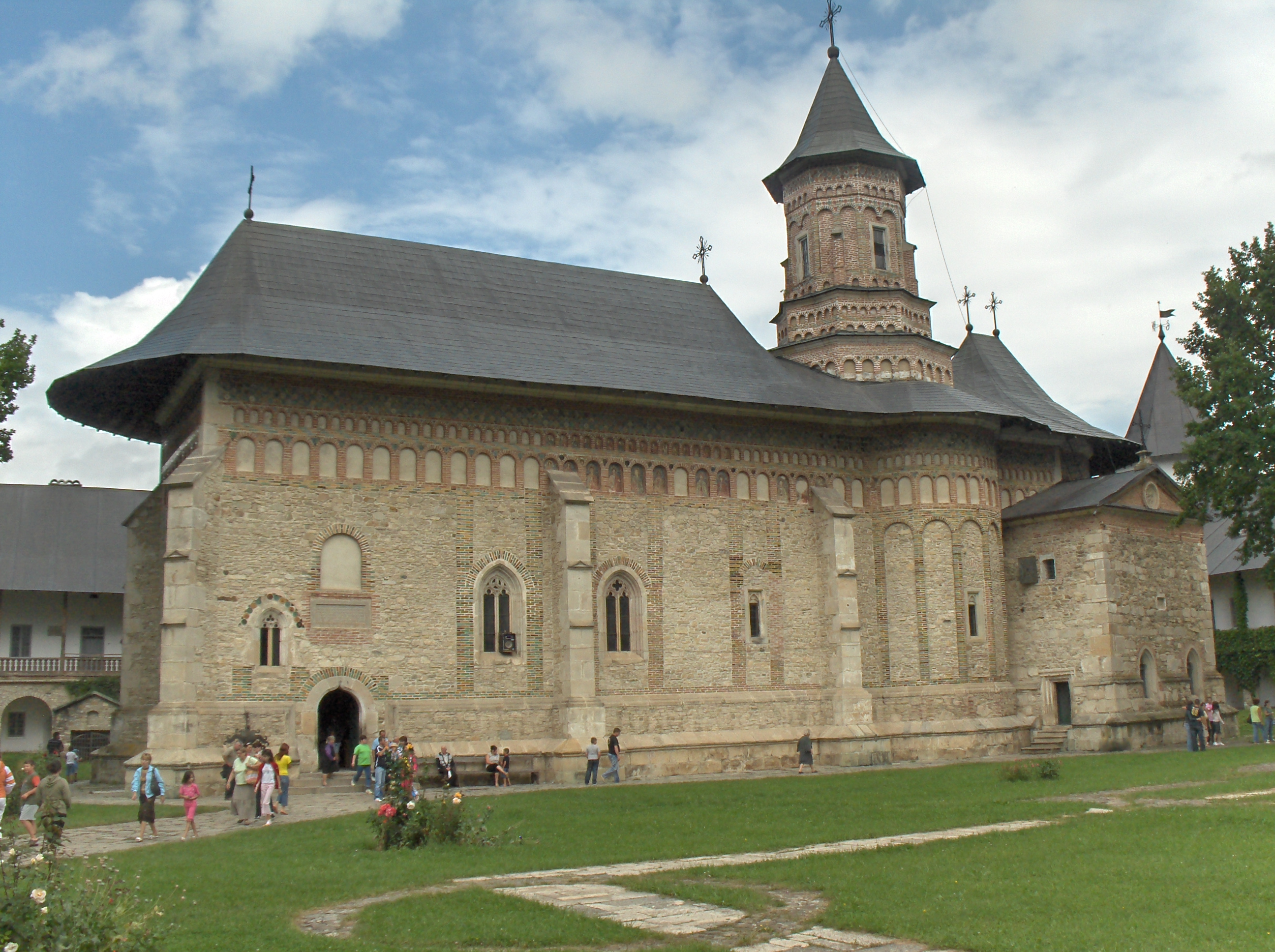
La chiesa del monastero.

Il monastero di Neamț (in rumeno: mănăstirea Neamț) è un monastero della Chiesa ortodossa rumena è uno dei più antichi e dei più importanti della regione della Moldavia. La costruzione dei primi edifici avvenne tra il 1370 e il 1375. L'edificio più importante è la chiesa del quindicesimo secolo voluta dal re moldavo Ștefan cel Mare, la cui costruzione venne ultimata nel 1497.
Il monastero si trova nel nord-est della Romania, dieci chilometri a est della città di Târgu Neamț, nel distretto di Neamț.